# Agraylea multipunctata
Agraylea multipunctata is een schietmot uit de familie Hydroptilidae. De soort komt voor in het Palearctisch en het Nearctisch gebied.